# Возмездие на Варосе
Возмездие на Варосе (англ. Vengeance on Varos) — вторая серия двадцать второго сезона британского научно-фантастического телесериала «Доктор Кто», состоящая из двух 45-минутных эпизодов, которые были показаны в период с 19 по 26 января 1985 года.

## Сюжет
Доктор обнаруживает, что ТАРДИС остановилась посреди открытого космоса, и ей требуется редкий минерал Зейтон-7, добывающийся на планете Варос. На этой бывшей планете-тюрьме, где обязательны голосования, а пытки и наказания снимаются на плёнку, жулик Сил, представитель горнодобывающей корпорации Галатрон, ведёт переговоры с губернатором Вароса по поводу цены на руду Зейтона-7. Желая честную цену для своих людей и не подозревая, что начальник его охраны в сговоре с Силом, губернатор адресует народу голосование, стоит ли держаться за честную цену. Но большинство людей против его решения, и в результате губернатора подвергают потенциально смертельной клеточной дезинтеграционной бомбардировке. Следующее проигранное голосование почти наверняка убьёт его, и тот, желая ублажить народ, решает казнить лидера повстанцев Жондара. В это время Доктор и прибывает в Купол наказаний рядом с местом казни.
Страж считает, что ТАРДИС и её экипаж - галлюцинации от Купола, что позволяет Доктору и Пери освободить Жондара. Все трое сбегают и встречают Арету, жену Жондара. Вскоре всех, кроме Доктора, ловят, а последний сбегает в Купол, что транслируется всему Варосу для развлечения. Вскоре он попадает в комнату, кажущуюся пустыней, где он начинает умирать от жажды. Его тело собираются растворить в кислоте, но он оказывается жив, и сбегает, убив охрану в процессе. Вскоре его вновь ловят и собираются повесить вместе Жондаром, а Пери и Арету - передать главному учёному Квилламу на эксперименты с клеточным мутатором. Во время казни Доктор спрашивает у губернатора, знает ли тот об истинной цене Зейтона-7, что заставляет Сила ускорить казнь. Но оказывается, что вся казнь была фарсом, чтобы вытащить из Доктора информацию, и последний соглашается помочь Варосу, если Пери и Арета будут невредимы. К счастью, все изменения оказались временными, и девушки возвращают себе прежний вид. Все четверо бегут в Купол, но Пери вновь ловят и доставляют в центр управления.
Начальник охраны и Сил начинают финальное наступление на губернатора, надеясь, что последнее голосование убьёт его, что даст им доступ к Варосу и Зейтону-7. Доктор, Жондар и Арета добираются до конца Купола. Тем временем голосование стартует и начинается бомбардировка, но страж Мелдак решает её остановить и спасает тем самым губернатора и Пери. Все трое отправляются к Доктору.
Группу Доктора преследуют двое каннибалов, но последние попадают в ядовитые заросли; туда же попадают прибывшие и начальник охраны с Квилламом. Все возвращаются в центр управления, где Сил уже готовится захватить Варос силой. Однако его вызывают назад, когда компания обнаруживает второе месторождение Зейтона-7, и ему приказано брать Зейтон-7 по любой предложенной цене. Путешественники берут немного руды и улетают, а губернатор прекращает трансляции пыток и казней.

## Трансляции и отзывы
| Эпизод            | Дата показа    | Продолжительность | Телезрители (в миллионах) |
| ----------------- | -------------- | ----------------- | ------------------------- |
| «Часть 1»         | 19 января 1985 | 44:46             | 7,2                       |
| «Часть 2»         | 26 января 1985 | 44:46             | 7,0                       |
| [ 1 ] [ 2 ] [ 3 ] |                |                   |                           |

## Интересные факты
- В течение всего сезона сериал выпускался в формате 45-минутных эпизодов, в отличие от прежнего 25-минутного формата.
- Изначально серия планировалась в более комедийном ключе, однако большинство юмористических сцен было вырезано, а одна из них, утопление в ванне с кислотой, обыграна серьёзно. В результате серия вышла гораздо более мрачной и жестокой, чем планировалось, за что подверглась критике.
- Персонаж Сил позже появился в серии «Деформация разума».